# Noel Okwanga
Noel Okwanga (* 7. Juli 2003) ist ein deutscher Fernsehschauspieler. Er spielte von Folge 871 bis Folge 1026 die Rolle Pawel Kronbügel bei Schloss Einstein.

## Filmografie
- 2016, 2018–2019: KiKA LIVE: Schloss Einstein – Backstage
- 2017–2022: Schloss Einstein
- 2018–2019: Kummerkasten
- 2019: Wer würde eher...
- 2020: Vampirates
- 2025: Tierärztin Dr. Mertens